# Strömvallen
Strömvallen – stadion położony w Gävle w Szwecji. Może pomieścić 7302 widzów. W przeszłości swoje spotkania na obiekcie rozgrywali piłkarze klubu Gefle IF, jednak w 2015 roku przenieśli się oni na nowo powstały Gavlevallen.